# The Era (album)
Pour les articles homonymes, voir The Era.
Albums de Jay Chou
Capricorn
(2008) Exclamation Mark
(2011)
The Era (跨 時代) est le dixième album studio de l'artiste taïwanais Jay Chou, sorti le 18 mai 2010 par Sony Music Taïwan. 
L'album a été nommé pour six Golden Melody Awards et a gagné les prix du meilleur chanteur mandarin, du meilleur album mandarin et du meilleur arrangement musical pour le single Free Tutorial Video. 
Les morceaux Superman Can't Fly, Rain Falls All Night et The Era, figurent respectivement aux 2e place, 10e place et 39e place du palmarès des 100 meilleurs singles de l'année 2010 Hit FM.

## Liste des titres
| 1.    | The Era (跨 時代 - Kua Shi Dai)                                              | 3:16 |
| 2.    | Say Goodbye (說了再見 - Shuo Le Zai Jian)                                    | 4:44 |
| 3.    | Fireworks Cool Easily (煙花易冷 - Yan Hua Yi Leng)                           | 4:25 |
| 4.    | Free Tutorial Video (免費教學錄影帶 - Mian Fei Jiao Xue Lu Ying Dai)         | 4:01 |
| 5.    | Long Time No See (好久不見 - Hao Jiu Bu Jian)                                | 4:14 |
| 6.    | Rain All Night (雨下一整晚 - Yu Xia Yi Zheng Wan)                            | 4:18 |
| 7.    | Hip-hop Flight Attendant (嘻哈空姐 - Xi Ha Kong Jia)                         | 2:50 |
| 8.    | Tears of Scattered Emotion (我落淚。情緒零碎 - Wo Luo Lei。Qing Xu Ling Sui) | 4:20 |
| 9.    | Diary of Love (愛的等飛行日記 - Ai De Deng Fei Xing Ri Ji)                   | 4:16 |
| 10.   | Self Directed Act (自導自演 - Zi Dao Zi Yan)                                 | 4:17 |
| 11.   | Superman Can't Fly (超人不會飛 - Chao Ren Bu Hui Fei)                        | 4:59 |
| 45:19 |                                                                              |      |

## Récompenses
| Récompense          | Catégorie                              | Nomination                              | Résultat   |
| ------------------- | -------------------------------------- | --------------------------------------- | ---------- |
| Golden Melody Award | Chanson de l'année                     | Superman Can't Fly                      | Nomination |
| Golden Melody Award | Meilleur Album en Mandarin             | The Era                                 | Lauréat    |
| Golden Melody Award | Meilleur chanteur masculin en mandarin | Jay Chou pour The Era                   | Lauréat    |
| Golden Melody Award | Meilleur producteur                    | Jay Chou pour The Era                   | Nomination |
| Golden Melody Award | Meilleur compositeur                   | Jay Chou pour Fireworks Cool Easily     | Nomination |
| Golden Melody Award | Meilleur parolier                      | Vincent Fang pour Fireworks Cool Easily | Nomination |
| Golden Melody Award | Meilleur arrangeur musical             | Again Tsai pour Free Tutorial Video     | Lauréat    |